# Стенфордський тюремний експеримент

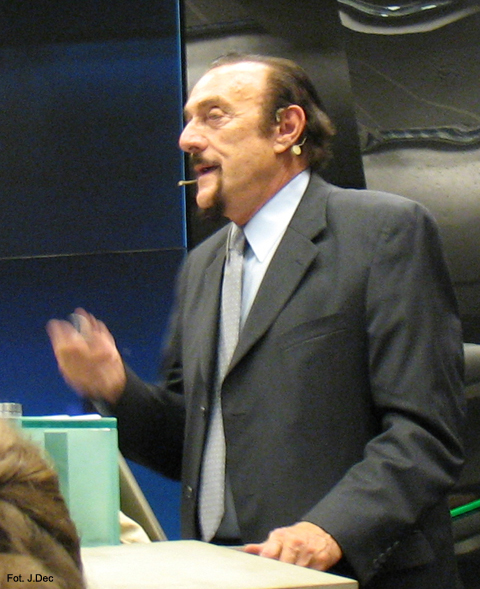
Філіп Зімбардо у Варшаві, 2009

Стенфордський тюремний експеримент — психологічний експеримент (можливо, сфальсифікований), який 1971 здійснив американський психолог Філіп Зімбардо, досліджуючи як впливає обмеження свободи та тюремне оточення на психіку людини, а також як впливає нав'язана людині соціальна роль на її поведінку.
Добровольці грали ролі в'язнів та охоронців в імпровізованій в'язниці, облаштованій у корпусі кафедри психології. Учасники швидко адаптувалися до своїх ролей. Ніхто не сподівався, проте почали виникати по-справжньому небезпечні ситуації. Кожен третій охоронець виявився схильним до садизму, а в'язні були надто морально травмовані, двоє з них завершили експеримент достроково. Незважаючи на очевидну втрату контролю над експериментом, тільки один з 50 спостерігачів, Крістіна Маслах, висловилася про необхідність припинення експерименту. Зімбардо припинив експеримент достроково, через шість днів після його початку.
Наслідки експерименту вразили і його автора, тому Філіп Зімбардо заявив, що подібне не має повторитися. Багато років він був засмучений кепською славою свого експерименту, що зробив ціле покоління психологів гранично обережними. "Психологи стали виходити з того, що людина — настільки вразливе створіння, що коли вона не пройде той чи інший тест, то це назавжди зруйнує її самооцінку. Тому більшість тестів здійснювалося лише через опитування. Психологи тільки запитують: «Уявіть собі, що ви наглядач. Як би ви поводилися?»
З погляду етики експеримент часто порівнюють з експериментом Мілґрема, який Стенлі Мілґрем (він колись навчався разом із Зімбардо) здійснив 1963 року в Єльському університеті.
2018 року з'явилися твердження про те, що експеримент був постановним, зокрема:
- Французький економіст, соціолог і режисер Тібо Ле Тексьє (Thibault Le Texier), збираючись знімати документальний фільм про нього, виявив у архіві Стенфордського університету робочі записи про експеримент і в результаті їх аналізу написав книгу «Історія однієї брехні. Перевірка Стенфордського експерименту» («Histoire d'un mensonge. Enquête sur l'expérience de Stanford»)[3][4].
- Американський письменник Бен Блум (Ben Blum) опублікував докладну статтю під назвою «Тривалість життя брехні» («The Lifespan of a Lie»)[5].

Слід сказати, що певну критику експеримент викликав і до цього (див. § Критика експерименту).

## Мета і засоби
Дослідження оплатив військово-морський флот США, щоб розібратись, чому виникають конфлікти в їхніх виправних закладах і в морській піхоті.
Учасників набрали за оголошенням у газеті. Їм пропонували 15 доларів на день (з урахуванням інфляції станом на 2007 рік це приблизно 75 доларів) за два тижні участі. Із 70 осіб, що відгукнулись на оголошення, Зімбардо та його команда вибрали 24 найбільш здорових і психологічно стійких. Це були переважно білі чоловіки, представники середнього класу. Усі вони були студентами (аспірантами коледжів).

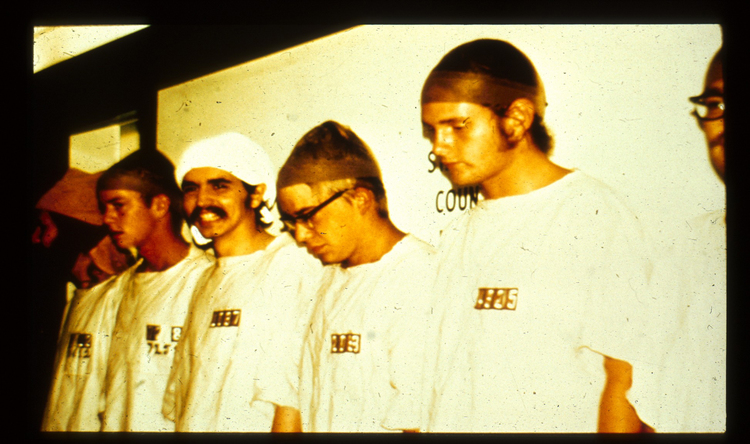
«В'язні»

24-х молодих людей поділили на «охоронців» та «в'язнів». І хоча їх ділили цілком випадково, «в'язням» потім здавалося, що в охоронці беруть за великий зріст. Насправді жодних відмінностей у фізичних даних не було. Імпровізовану в'язницю влаштували на базі кафедри психології Стенфорду. Лаборант-старшокурсник був «наглядачем», а сам Зімбардо — директором в'язниці.
Зімбардо створив для в'язнів такі умови, які мали сприяти дезорієнтації, втраті почуття реальності й самоідентифікації. Охоронцям видали дерев'яні кийки й уніформу кольору хакі військового зразка, яку вони самі обрали в магазині. Їм також видали дзеркальні протисонячні окуляри, за якими не видно було очей. На відміну від в'язнів, вони мали працювати позмінно й повертатись додому на вихідні, хоча згодом багато хто брав участь у неоплачуваних понаднормових чергуваннях.

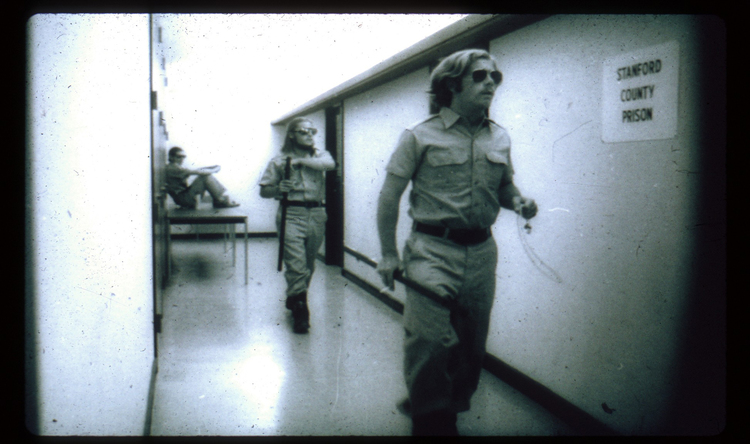
«Охоронці»

В'язні мусили вдягатись тільки в навмисно погано підібрані міткалеві халати без спідньої білизни та ґумові пантофлі. Зімбардо стверджував, що такий одяг змусить їх тримати незвичну поставу, вони будуть відчувати дискомфорт, а це сприятиме їх дезорієнтації. Їх називали тільки за номерами, які їм надали замість імен. Ці номери були пришиті на їхніх халатах, крім того вони мали носити тугі капронові шапочки на голові, що символізували новобранців, які проходять початкову військову підготовку в армії. Ще вони носили на кісточках маленькі ланцюжки — як нагадування про їхнє ув'язнення.
За день до експерименту охоронцям влаштували короткі установчі збори, але їм не дали жодних вказівок, окрім неприпустимості фізичного насильства. Їхній обов'язок — обхід в'язниці — їм запропонували здійснювати у будь-який зручний для них спосіб.
На зборах Зімбардо запропонував для охоронців таку лінію поведінки:
|  | Змусьте в'язнів відчути тугу, страх, відчуття сваволі, що їхнє життя повністю контролюється системою, вами, мною, й у них немає жодного особистого простору… Ми різними способами забиратимемо в них індивідуальність. Усе це разом має викликати у них почуття безсилля. Себто, у цій ситуації в нас буде вся влада, а в них — жодної. |

Майбутнім в'язням було сказано чекати вдома, доки їх не викличуть для проведення експерименту. Їх арештували без попередження, звинувативши у збройному пограбуванні. Арешти проводила справжня поліція Пало Альто, яка брала участь у цій стадії експерименту.
Вони пройшли повну процедуру поліцейського огляду: повідомлення про права, фотографування, зняття відбитків пальців. Їх привезли у підготовлену в'язницю, де провели огляд, роздягли догола, «очистили від вошей» і надали ідентифікаційні номери.

## Результати
Над експериментом швидко втратили контроль. В'язні потерпали від садистського ставлення охоронців і наприкінці в багатьох спостерігався сильний емоційний розлад.
Після порівняно спокійного першого дня, на другий день вибухнув бунт. Охоронці добровільно вийшли на понаднормову роботу і без вказівки дослідників придушували бунт, нападаючи на в'язнів із вогнегасниками. Після цього інциденту охоронці намагались розділяти та нацьковувати в'язнів, обрали «добрий» і «поганий» корпуси, змушували в'язнів думати, що серед них є «інформатори». Ці заходи виявилися досить ефективними, й у подальшому значних заворушень не було. За словами консультанта Зімбардо, колишнього в'язня, така тактика застосовується в справжніх американських в'язницях.
Підрахунок в'язнів, який спершу був задуманий, аби допомогти в'язням звикнути до ідентифікаційних номерів, перетворився на знущання тривалістю до кількох годин, під час яких охоронці глумилися з ув'язнених і карали їх фізично, зокрема, змушували їх виконувати фізичні вправи.
В'язниця швидко стала брудною й похмурою. Право помитися стало привілеєм, в якому, як правило, часто відмовляли. Деяких в'язнів змушували чистити туалет голими руками. З «поганої» камери забирали матраци, й ув'язненим доводилося спати просто на бетонній підлозі. Аби покарати, охоронці часто не давали їжі. Сам Зімбардо каже про свою все більшу заглибленість в експеримент, яким він керував і в якому брав безпосередню участь. На четвертий день, почувши про можливу змову з організації втечі, він разом з охоронцями хотів перенести експеримент у вільний корпус справжньої в'язниці задля більшої «надійності». Поліційний департамент йому відмовив, посилаючись на міркування безпеки, при цьому, за словами Зімбардо, він був обурений і сердитий через відсутність співробітництва між ним та поліційною системою виконання покарання.
Під час експерименту декілька охоронців все більше й більше перетворювалися на садистів, особливо вночі, коли їм здавалося, що спостережні камери вимкнено. Експериментатори стверджували, що приблизно кожен третій охоронець виявляє справжні садистські схильності. Коли експеримент урешті-решт було достроково припинено, багато охоронців засмутилися.
Згодом ув'язненим запропонували вийти на волю за умов, якщо ті відмовляться від оплати. Власне, більшість на це згодилась. Зімбардо використовує цей факт, аби показати, наскільки сильно учасники звикли до ролі. Але як наслідок, їм усе одно відмовили, і ніхто не полишив експеримент.
В одного з в'язнів розвинулася психосоматична висипка по всьому тілу, коли він дізнався, що його заява про звільнення без винагороди була відхилена (Зімбардо відхилив його, бо вважав, що той намагається схитрувати й симулює хворобу). Сплутане мислення й сльози стали звичайною справою серед в'язнів. Двоє з них пережили такий сильний шок, що їх вивели з експерименту й замінили.
Один із в'язнів, що прийшов на заміну, № 416, був шокований ставленням охоронців й оголосив голодування. Його на три години закрили в тісній комірчині для одиночного ув'язнення. У цей час охоронці змушували його тримати в руках сосиски, які він відмовлявся їсти. Інші ув'язнені вважали його хуліганом. Щоб зіграти на цих почуттях, охоронці запропонували в'язням вибір: або вони відмовляться від покривал або № 416 перебуватиме в одиночній камері цілу ніч. В'язні вибрали покривала. Пізніше Зімбардо втрутився й випустив № 416.
Зімбардо вирішив припинити експеримент достроково, коли Крістіна Маслах, студентка, раніше не знайома з експериментом, висловила протест проти страхітливих умов в'язниці, після того, як вона прийшла туди провести бесіди. За словами Зімбардо, з усіх п'ятдесяти спостерігачів тільки вона поставила питання про його відповідність моралі. Хоча експеримент планувався на два тижні, його припинили через шість днів.

## Висновки
Стенфордський експеримент закінчився 20 серпня 1971 року, тривав він усього 6 днів, замість запланованих 14-ти. Результати експерименту використовувались для того, щоб проілюструвати, як легко люди піддаються впливу, якщо присутня узаконювальна ідеологія, а також соціальна й інституціональна підтримка. Також їх використовують для ілюстрації теорії когнітивного дисонансу та впливу влади авторитетів.
У психології вислід експерименту використовують на підтримку ситуативних чинників поведінки (situational attributions) людини на противагу особистісним (dispositional attribution). Іншими словами, схоже на те, що ситуація визначає поведінку людини більше, ніж її внутрішні особливості. У цьому результати схожі на результати загальновідомого експерименту Мілґрема, в якому звичайні люди, підкоряючись наказу, виконували покарання електрошоком і, таким чином, ставали спільником експериментатора.
За збігом обставин, незабаром після завершення досліджень відбулися криваві бунти в тюрмах Сан-Квентіна й Аттіки, і Зімбардо доповів про свої досліди Міністерству юстиції США (U.S. House Committee on the Judiciary)

## Критика експерименту
Експеримент було широко розкритиковано як неетичний і такий, що межує з ненауковістю. Критики, а серед них і Еріх Фромм, ставили під сумнів, що результати експерименту можна легко витлумачити. Зокрема, Фромм писав, як сильно змінюється поведінка людини, коли її ув'язнюють (використовуючи історичні приклади нацистських концентраційних таборів). Це поклало початок дослідженням на перевірку твердження, що тюремне оточення саме собою визначає поведінку особистості. Фромм також не погоджувався, що схильність до садизму у «звичайних» осіб не може бути визначена методами, призначеними для відбору.
Через те, що це був польовий експеримент, вести традиційний науковий контроль було неможливо. Зімбардо не був нейтральним спостерігачем, а впливав на керівництво експериментом як директор в'язниці. З архівних записів експерименту стало відомо, що група дослідників провела детальний інструктаж для «наглядачів», закликаючи використовувати психологічне насильство щодо «ув'язнених». Нервовий зрив «в'язня» Дугласа Корпі за словами самого учасника експерименту, був зімітований, щоб припинити участь у дослідженні, оскільки йому потрібно було готуватися до іспитів у своєму університеті. Маніпуляція фактами дослідження мала за мету викликати очікувану реакцію ЗМІ.
Висновки, що ґрунтуються на експерименті, є значною мірою суб'єктивними й не підкріплені ширшим колом фактів. Такий експеримент важко відтворити іншим дослідникам.
Деякі критики експерименту стверджують, що учасники ґрунтували свою поведінку на тому, що від них очікували, чи орієнтувалися на стереотипи поведінки в'язнів та охоронців. Інакше кажучи, учасників просто було втягнено до рольової гри, проте Зімбардо наполягає, що навіть якщо на початку це були елементи рольової гри, то впродовж експерименту учасники звикли до своєї ролі.
Його критикували й через невідповідність середовища (ecological validity). Багато умов, складених у експерименті, є суперечливими і не відповідають умовам у справжніх тюрмах (зав'язування очей новоприбулим, заборона вдягати нижню білизну, заборона виглядати у вікно, заборона вживати імена). Зімбардо ж наполягає, що ув'язнення — це шокуюча і дегуманізуюча подія, і було необхідно ввести ці процедури, щоб поставити «в'язнів» в умови обмеженої волі; однак важко дізнатися, наскільки дія таких умов подібна до справжньої в'язниці, а спосіб проведення експерименту важко відтворити точно, щоб інші могли це перевірити.
Деякі критики кажуть, що експеримент був занадто детермінованим: у звітах описано значні відмінності у жорстокості «охоронців», найгірший з яких відомий під псевдонімом «Джон Вейн» (цей «охоронець» стверджує, що він почав загострювати стосунки між «охоронцями» і «в'язнями», наслідуючи одного з персонажів фільму Пола Ньюмена «Холоднокровний Люк». Він далі посилював свої дії через свій псевдонім «Джон Вейн» і намагався зімітувати актора Мартіна Стротера, що грав капітана-садиста у фільмі). Інші «охоронці» були добрішими і часто виявляли прихильність до «в'язнів». Зімбардо не робив спроб пояснити або врахувати ці відмінності.
І наостанок, модель була занадто маленькою, — тільки 24 учасники впродовж порівняно невеликого відрізку часу.

## Спроба відтворити експеримент на BBC
Психологи Алекс Геслем з Ексетерського університету та Стів Річер із Сент-Ендрюського університету керували частковим відтворенням експерименту за фінансової підтримки BBC, яке транслювало сцени дослідження як реаліті-шоу під назвою «Експеримент» (2002). Їх результати й висновки дуже різняться від Зімбардових і призвели до серії публікацій про тиранію, стрес і лідерство (незадовільні результати від SPE були опубліковані в ключових галузевих журналах, зокрема British Journal of Social Psychology, Journal of Applied Psychology, Social Psychology Quarterly). Оскільки експеримент не був точним відтворенням Стенфордського експерименту, дослідження поглибило сумніви в універсальності висновків. Зокрема, під питанням висновок, що люди чинили зло неусвідомлено, граючи роль, та ідея про те, що рушійні сили зла є, у будь-якому випадку, банальними. Їхнє дослідження також довело важливість лідерства у виникненні тиранії (у формі, яку показав Зімбардо в інструктажі охоронців в Стенфордському експерименті).

## Абу-Ґрейб

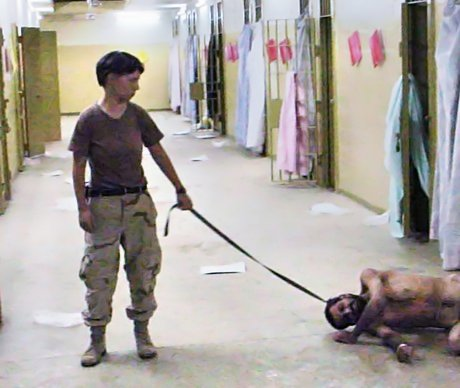
Лінді Інгланд тримає поводок, прикріплений до ув'язненого

Коли вибухнув скандал Абу-Ґрейб (знущання й тортури над в'язнями в Американській військовій в'язниці в Іраку) (березень 2004), багато експертів одразу помітили його схожість із Стенфордським тюремним експериментом — серед них Філіп Зімбардо, який дуже зацікавився подробицями цієї історії. Його занепокоїло, що зусилля офіційних військових і уряду були спрямовані на те, аби звинуватити у зловживаннях кілька «паршивих овець» замість того, щоб визнати це за системні проблеми офіційно встановленої військової системи виконання покарань.
Фактично, Зімбардо виявився в команді юристів, що захищала одного з наглядачів в'язниці Абу-Ґрейб штаб-сержанта (SSG) Айвена Фредеріка (був засуджений до восьми років ув'язнення, мав відшкодувати збитки, також звільнений зі служби і позбавлений усіх звань) на прізвисько «Чіп». Зімбардо мав доступ до всіх слідчих документів і документів з обмеженим доступом, а також давав свідчення як експерт на військовому трибуналі в жовтні 2004 року, на якому Фредеріка було засуджено до восьми років ув'язнення.
Зімбардо використав свій досвід у справі Фредеріка під час написання книги «Ефект Люцифера: Осмислення перетворення добрих людей на злих» (Random House, 2007), в якій припускає, що між Стенфордським експериментом і зловживаннями в Абу-Ґрейбі є багато спільного.

## Додаткові посилання
- Офіційний сайт [Архівовано 11 травня 2000 у Wayback Machine.](англ.)
- Google відео(англ.)
- Домашня сторінка Ф. Зімбардо [Архівовано 19 березня 2004 у Wayback Machine.](англ.)
- Звіт про експеримент [Архівовано 25 грудня 2017 у Wayback Machine.](англ.)
- Критика експерименту від Еріха Фрома [Архівовано 22 грудня 2020 у Wayback Machine.](англ.)
- Експеримент (IMDB) [Архівовано 25 липня 2014 у Wayback Machine.] — німецький фільм (Das Experiment) на основі Стенфордського експерименту
- The lie of the Stanford Prison Experiment — Брехня Стенфордського тюремного експерименту [Архівовано 15 січня 2020 у Wayback Machine.](англ.) — критика Карло Прескота, колишнього в'язня та консультанта/асистента експерименту.
- Рукотворна в'язниця людського розуму [Архівовано 11 липня 2011 у Wayback Machine.](англ.) — статті з відгуками
- Ф. Зімбардо на Democracy Now! 30 березня 2007 [Архівовано 11 квітня 2007 у Wayback Machine.](англ.)
- Ф. Зімбардо на The Daily Show, березень, 2007 [Архівовано 27 вересня 2007 у Wayback Machine.](англ.)
- Анатолій Борсюк. Записки режисера. Укус мавпи. Ч.1 [Архівовано 7 червня 2014 у Wayback Machine.](рос.)